# Diana Lante
Diana Lante, nome d'arte di Diana Lante Della Rovere (Modena, 6 maggio 1914 – Parma, 18 maggio 1978), è stata un'attrice italiana.

## Biografia
Attrice del tempo del cinema dei telefoni bianchi, in particolare è stata attiva nel cinema italiano fra il 1934 e la prima metà degli anni 1950. Ha fatto una ultima breve ricomparsa sugli schermi nel 1970.
Debuttò con due film dal sapore melodrammatico: La cieca di Sorrento e La marcia nuziale.

## Filmografia
- La cieca di Sorrento, regia di Nunzio Malasomma (1934)
- La marcia nuziale, regia di Mario Bonnard (1935)
- Casta Diva, regia di Carmine Gallone (1935)
- L'albergo della felicità, regia di Giuseppe Vittorio Sampieri (1935)
- Re burlone, regia di Enrico Guazzoni (1935)
- Lo squadrone bianco, regia di Augusto Genina (1936), non accreditata
- Scipione l'Africano, regia di Carmine Gallone (1937)
- Nina, non far la stupida, regia di Nunzio Malasomma (1937)
- Ettore Fieramosca, regia di Alessandro Blasetti (1938)
- Giuseppe Verdi, regia di Carmine Gallone (1938)
- Il destino in tasca, regia di Gennaro Righelli (1938)
- La mazurka di papà, regia di Oreste Biancoli (1938)
- L'allegro cantante (Das Abenteuer geht weiter), regia di Carmine Gallone (1939)
- La prima donna che passa, regia di Max Neufeld (1940)
- Vento di milioni, regia di Dino Falconi (1940)
- 47 morto che parla, regia di Carlo Ludovico Bragaglia (1950)
- L'ultima sentenza, regia di Mario Bonnard (1951)
- Luna rossa, regia di Armando Fizzarotti (1951)
- L'ingiusta condanna, regia di Giuseppe Masini (1952)
- I figli non si vendono, regia di Mario Bonnard (1952)
- Carne inquieta, regia di Silvestro Prestifilippo, Carlo Musso (1952)
- Tradita, regia di Mario Bonnard (1954)
- I pappagalli, regia di Bruno Paolinelli (1956)
- Storia di una donna, regia di Leonardo Bercovici (1970)

## Doppiatrici
- Giovanna Scotto in Tradita